# 中山昇 (サッカー選手)
中山 昇（なかやま のぼる、1987年7月7日 - ）は、大阪府出身の元サッカー選手である。現役時代のポジションはMF。

## 来歴
下部組織からトップチームで現役引退するまで一貫してセレッソ大阪に所属した生え抜き選手。小柄だがスピードと豊富な運動量を活かした突破が得意なサイドアタッカーだった。その明るいキャラクターからセレッソの携帯公式サイトでは「ノボルがレポル」というコーナーを担当していた。
9歳のときにセレッソ大阪サッカースクールに入り、その後U-12、U-15、U-18を経て、2006年にトップチームに昇格した。
2007年4月15日のJ2第9節モンテディオ山形戦にて途中出場でJリーグ初出場、次の第10節水戸ホーリーホック戦で初めて先発起用される。4月25日の第11節アビスパ福岡戦で初ゴールを記録。2007年7月には左膝前十字靭帯を損傷したが復帰。復帰後は両サイドバックのポジションにも挑戦した事もある。
2007年は7試合、2008年は3試合に出場。2008年シーズン終了後、21歳で現役を引退、セレッソ大阪サッカースクールコーチとして後進の育成にあたることになった。同クラブからの派遣で興國高等学校サッカー部コーチも務める。

## 所属クラブ
- セレッソ大阪サッカースクール
- 1997年 - 1999年 セレッソ大阪U-12
- 2000年 - 2002年 セレッソ大阪U-15
- 2003年 - 2005年 セレッソ大阪U-18
- 2006年 - 2008年 セレッソ大阪

## 個人成績
| 国内大会個人成績 | 国内大会個人成績 | 国内大会個人成績 | 国内大会個人成績 | 国内大会個人成績 | 国内大会個人成績 | 国内大会個人成績 | 国内大会個人成績 | 国内大会個人成績 | 国内大会個人成績 | 国内大会個人成績 | 国内大会個人成績 |
| 年度             | クラブ           | 背番号           | リーグ           | リーグ戦         | リーグ戦         | リーグ杯         | リーグ杯         | オープン杯       | オープン杯       | 期間通算         | 期間通算         |
| 年度             | クラブ           | 背番号           | リーグ           | 出場             | 得点             | 出場             | 得点             | 出場             | 得点             | 出場             | 得点             |
| 日本             | 日本             | 日本             | 日本             | リーグ戦         | リーグ戦         | リーグ杯         | リーグ杯         | 天皇杯           | 天皇杯           | 期間通算         | 期間通算         |
| ---------------- | ---------------- | ---------------- | ---------------- | ---------------- | ---------------- | ---------------- | ---------------- | ---------------- | ---------------- | ---------------- | ---------------- |
| 2006             | C大阪            | 31               | J1               | 0                | 0                | 0                | 0                | 0                | 0                | 0                | 0                |
| 2007             | C大阪            | 29               | J2               | 7                | 1                | -                | -                | 0                | 0                | 7                | 1                |
| 2008             | C大阪            | 29               | J2               | 3                | 0                | -                | -                | 0                | 0                | 3                | 0                |
| 通算             | 日本             | 日本             | J1               | 0                | 0                | 0                | 0                | 0                | 0                | 0                | 0                |
| 通算             | 日本             | 日本             | J2               | 10               | 1                | -                | -                | 0                | 0                | 10               | 1                |
| 総通算           | 総通算           | 総通算           | 総通算           | 10               | 1                | 0                | 0                | 0                | 0                | 10               | 1                |

## 指導歴
- 2009年 - セレッソ大阪
  - 2009年 - サッカースクールコーチ
  - 2014年 - 2015年 興国高等学校 コーチ（派遣）
  - 2016年 和歌山U-15コーチ兼エリートクラスコーチ
  - 2017年 サッカースクールコーチ／エリートクラスコーチ
  - 2017年 -  興国高等学校 コーチ（派遣）